# Niki-klass
Niki-klass var en fartygsklass bestående av fyra jagare som beställdes av grekiska flottan före första världskriget när den grekiska regeringen inledde en marin uppbyggnad efter att ha förlorat grek-turkiska kriget 1897. Dessa fyra fartyg beställdes från Tyskland 1905 och byggdes vid skeppsvarvet Vulcan i Stettin.
Under första världskriget beslagtogs dessa fartyg av franska flottan när Grekland inte gick in i kriget på de allierades sida. Fartygen återvände till Grekland 1917 då Grekland förklarade krig.
Klassen bestod av fyra jagare: Niki, Aspis, Doxa och Velos.